# Stokkseyri
Stokkseyri is een vissersplaatsje in de regio Suðurland aan de zuidkust van IJsland en heeft 465 inwoners (2013). Al in het jaar 900 kwam de Viking Hásteinn Atlason hier aan. Stokkseyri is een plaats in de gemeente Sveitarfélagið Árborg.

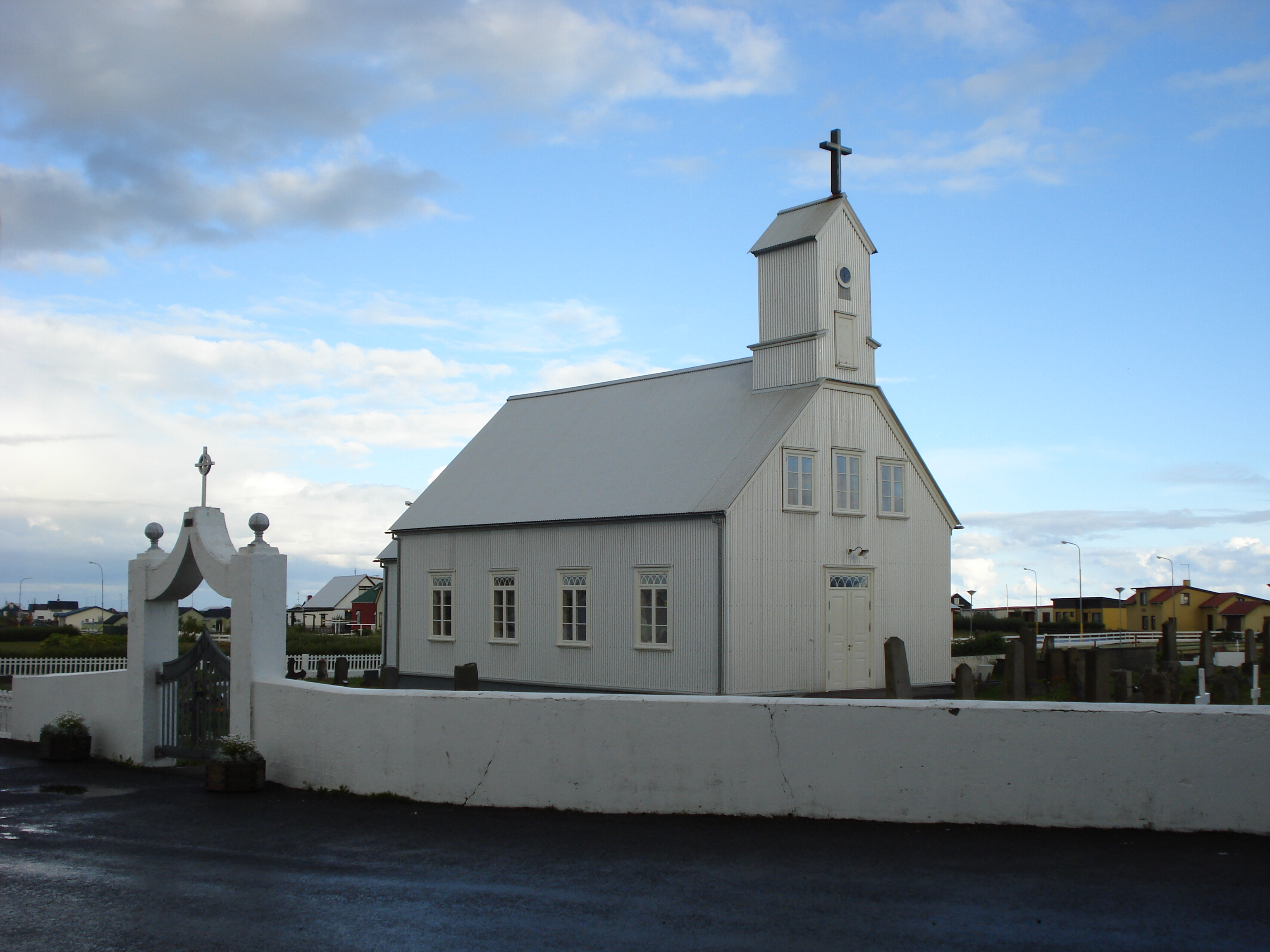
Kerk van Stokkseyri.

## Bezienswaardigheid
Midden in Stokkseyri staat een oude vissershut, Þuríðarbúð, dat nu een museum is. Deze hut is genoemd naar Þuríður Einarsdóttir (1777-1863), een vrouw die grote bekendheid genoot omdat zij meer dan 50 jaar op een van de grote open roeiboten die op zee werden gebruik heeft gevaren, waarvan ongeveer 25 jaar als kapitein. In het dorp staat een kerkje dat uit 1886 stamt.

## Bevolkingsontwikkeling
| jaar  | inwonertal |
| ----- | ---------- |
| 1896: | 55         |
| 1900: | 83         |
| 1905: | 595        |
| 1920: | 742        |
| 1950: | 427        |
| 1970: | 392        |
| 1990: | 435        |
| 1997: | 847        |
| 2002: | 476        |
| 2003: | 465        |
| 2004: | 464        |
| 2005: | 472        |